# Chromosome minuscule double
 (mars 2017).
Si vous disposez d'ouvrages ou d'articles de référence ou si vous connaissez des sites web de qualité traitant du thème abordé ici, merci de compléter l'article en donnant les références utiles à sa vérifiabilité et en les liant à la section « Notes et références ».
Un chromosome minuscule double (en anglais, double minute chromosome) est un fragment chromosomique de toute petite taille dépourvu de centromère. Observés dans un grand nombre de tumeurs humaines (sein, poumon, ovaire, côlon et tumeurs cérébrales), ces chromosomes contiennent fréquemment des oncogènes impliqués dans la résistance aux thérapies anticancéreuses.

## Sources
- Life of double minutes: generation, maintenance, and elimination